# Kościół św. Mikołaja Biskupa w Chwaliszewie
Kościół pw. św. Mikołaja Biskupa – katolicki kościół parafialny znajdujący się w Chwaliszewie w gminie Krotoszyn. 

## Historia i architektura
Pierwszy drewniany kościół zbudowano we wsi zapewne w XIV wieku, ale parafia znajdowała się wtedy w Zdunach. W 1680 powstała kolejna świątynia (dębowo-sosnowa, kryta gontem), gdyż pierwotna popadła w ruinę. Miała przybudowaną niewielką wieżę krytą blachą cynkowaną, którą odnowiono w 1867. W 1891 zbudowano świątynię obecną. Ołtarz główny ufundował książę Thurn und Taxis w 1870, jeszcze dla poprzedniej świątyni.
Parafię w Chwaliszewie erygowano w 1925, ale do 1959 pieczę nad tą parafią posiadał proboszcz z Sulmierzyc. Konsekracja nastąpiła 21 sierpnia 1965 (bp Antoni Baraniak). Kościół odnowiono w 1983. Obok świątyni stoją dwa krzyże misyjne, kaplica przedpogrzebowa i kapliczka maryjna. Na kaplicy przedpogrzebowej tablica pamiątkowa z 2001 ku czci księży pracujących w parafii chwaliszewskiej: ks. Witold Sendłak, ks. Stefan Kukiełczyński, ks. kan. Mieczysław Grzesiek, ks. Feliks Włodarczyk, ks. Henryk Lorkiewicz, ks. Wojciech Branicki i ks. Hieronim Kowalski.

## Galeria

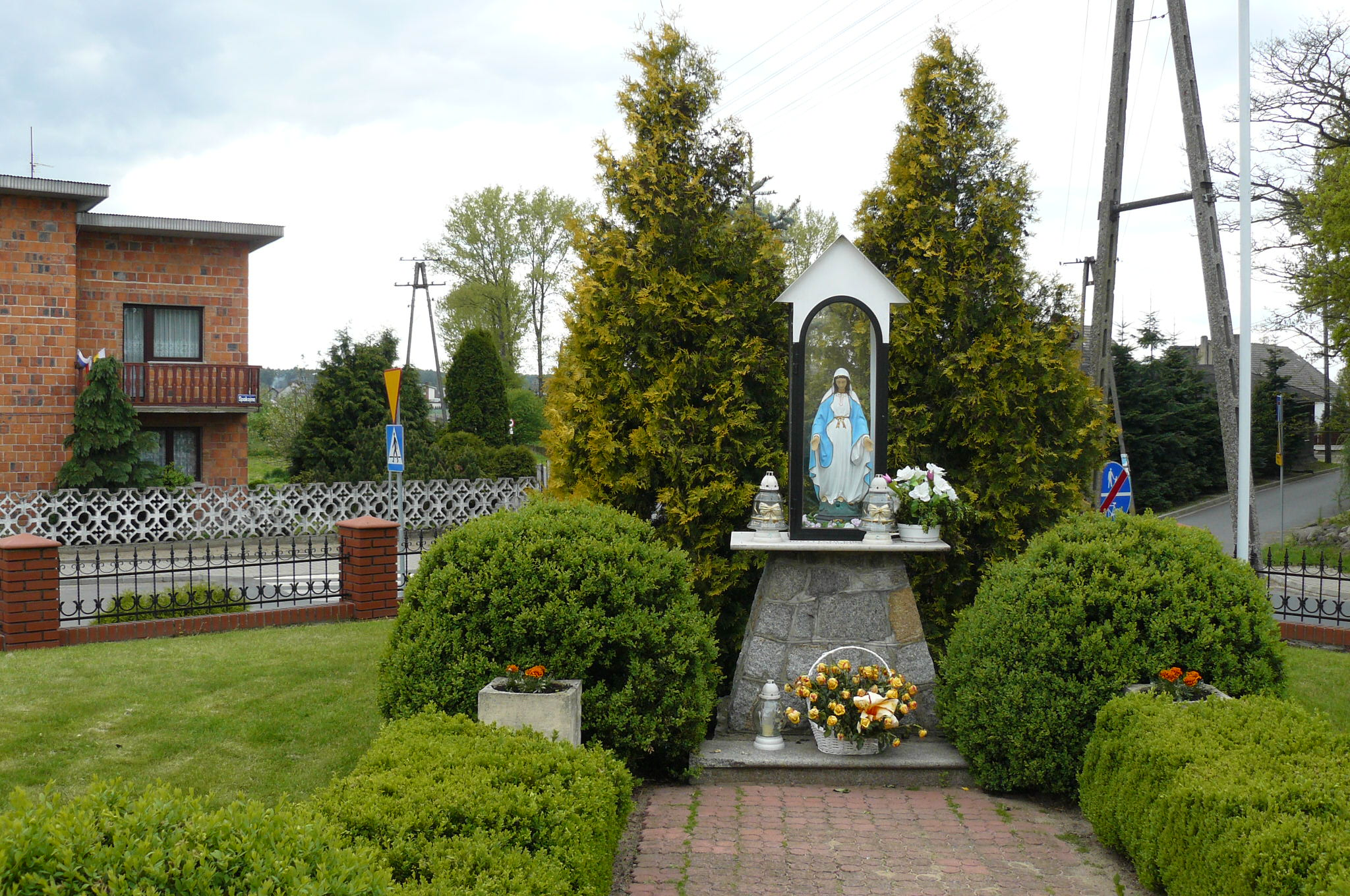
Kapliczka maryjna
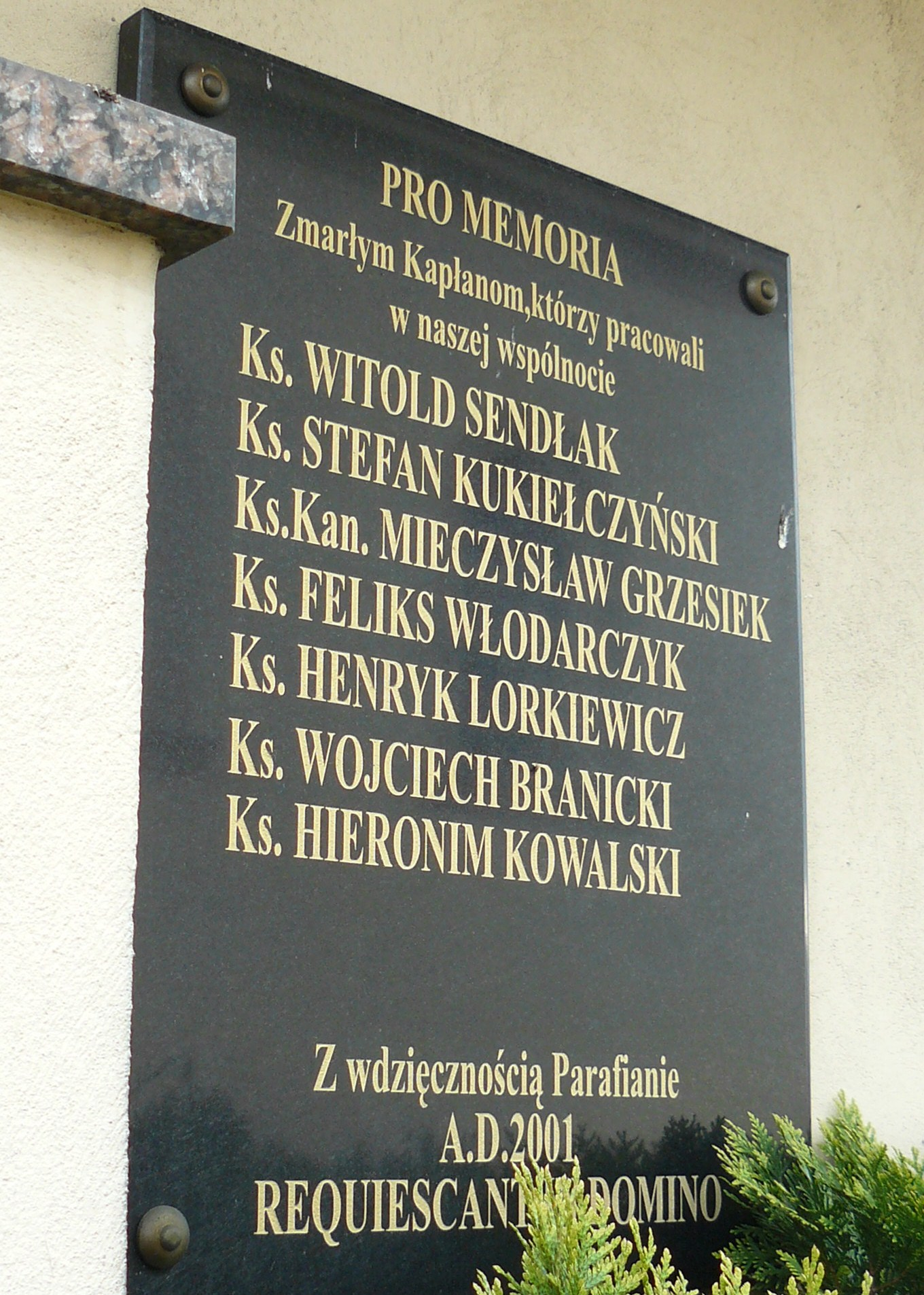
Tablica
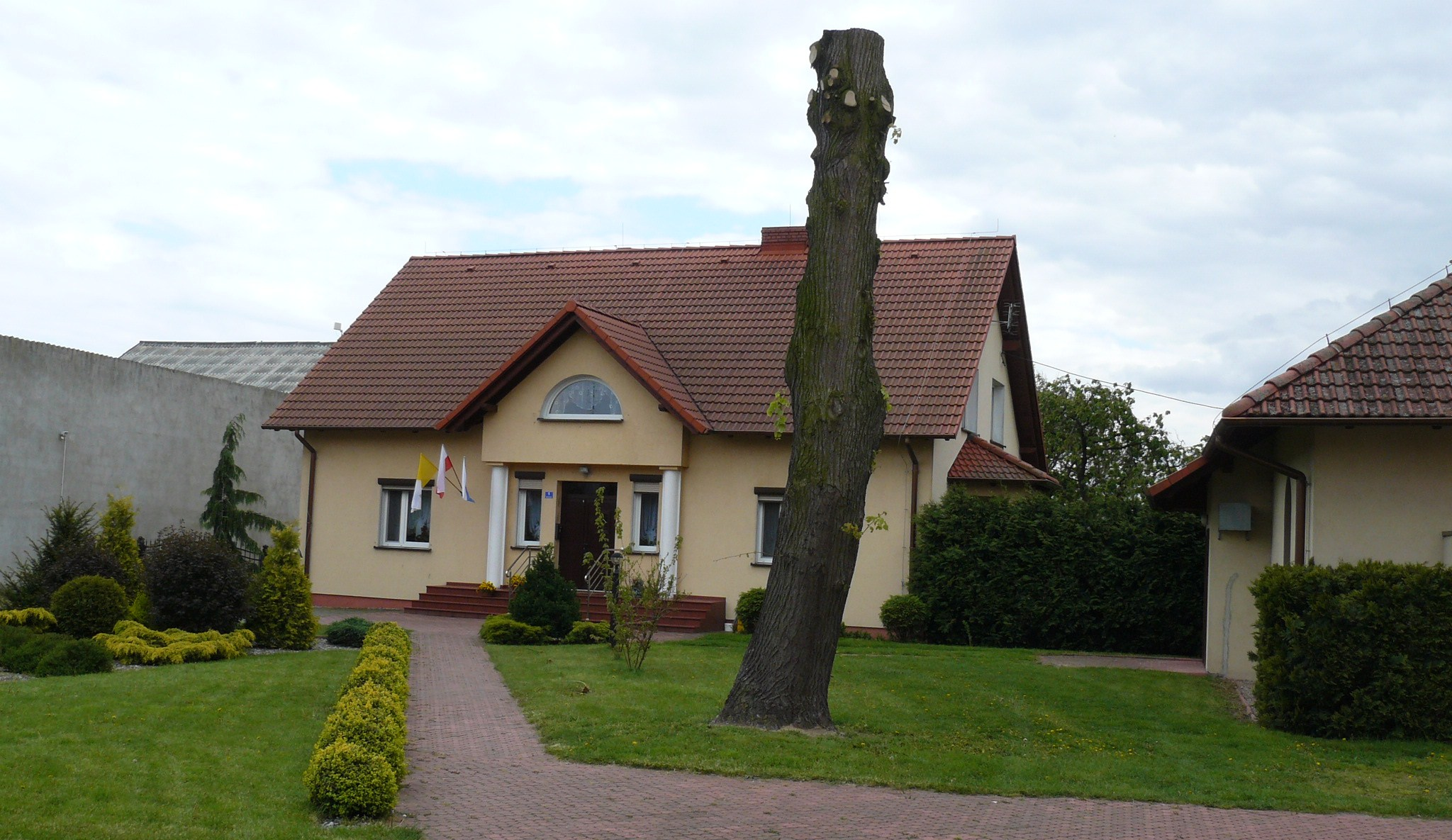
Plebania